# 凯尔蒂·达根
凯尔蒂·达根（英語：Keltie Duggan，1970年9月7日—），加拿大女子游泳运动员。她曾代表加拿大参加1988年夏季奥林匹克运动会游泳比赛，获得女子4×100米混合泳接力铜牌。